# 伊號第三十二潛艦
伊号第三二潜水舰（いごう だいさんじゅうに せんすいかん）是大日本帝国海軍的一艘伊一五型潜水舰 。

## 概要
已批准在第四次海軍補充計画中建造，在佐世保海軍工廠建造。
在南太平洋包括澳大利亚周边海域和所罗门群岛周边地区执行通商破坏，未取得任何战果。后于所罗门方面执行运输任务，最后报告发现美国特遣部队，从此杳无音信。

## 舰历
- 1942年（昭和17年）4月26日 在佐世保海军工厂竣工，船籍编入吴镇守府
  - 5月16日 编入第一潜水队第十五潜水战队
  - 6月16日 从吴港出港
  - 6月30日 楚克岛出港，前往澳大利亚方向
  - 7月14日 与伊31以及伊33一同被编入第一潜水队第十五潜水战队
  - 8月4日 在澳大利亚以西300公里的奥尔巴尼炮击9424吨的澳大利亚运兵船肯图巴，肯图巴发出SOS信号表明其遭到一艘潜艇的追逐和攻击，但其最终侥幸逃脱
  - 8月28日 经澳大利亚南岸到达马来西亚槟城的乔治敦
  - 9月6日 离开槟城
  - 9月13日 到达楚克岛
  - 9月30日 由于水箱漏水离开楚克返回日本
  - 10月13日 进入吴港进行修理
  - 12月4日 从吴港出港。为运输物资到槟城，前往南太平洋方向。以拉包尔为根据地在南太平洋地区巡逻，期间多次参加对新几内亚布纳的补给任务
- 1943年6月10日 回到吴港
  - 8月16日 从吴港出港拖带運貨筒运输物资到莱城
  - 12月10日 在楚克，由平安丸补充鱼雷
  - 12月20日 回到吴港并做修理
- 1944年2月25日 从吴港出港
  - 3月6日 到达楚克
  - 3月13日 楚克岛出港，前往马绍尔群岛沃特傑環礁
  - 3月15日 途中接到命令阻截前往沃特杰环礁的敌军特遣部队
  - 3月23日 发现美军第53特遣部队并报告了其所在位置，这是其最后发出的讯息
  - 3月24日  沃特杰环礁 周边海域，在美军护卫驱逐舰マンラブ(USS Manlove, DE-36)(Monlove（英语：USS Manlove (DE-36)）)和猎潜艇「PC-1135」的联合攻击下沉没
  - 3月24日 确定全体船员均已丧生
  - 6月10日 除籍